# Освідчення (фільм, 2009)
«Освідчення» (англ. The Proposal) — американська романтична комедія режисера Енн Флетчер.

## Сюжет
Маргарет — суворий бос, усі в офісі її ненавидять і через це вона отримала прізвисько «відьма». Але одного разу начальник запросив її до себе в кабінет, розмова йшла про депортацію Маргарет до Канади, і тут вона зуміла викрутитись сказавши, що її помічник Ендрю — наречений…Через деякий час пара їде на 90-річчя до бабусі Ендрю, родичі поселили їх в одну кімнату. Невдовзі Маргарет і Ендрю зібрались одружитись, але Маргарет не змогла обманути родичів Ендрю і розказала всю правду, і пішла… Ендрю пішов у кімнату, але Маргарет він там не застав… вона лиш залишила записку. Ендрю летить в аеропорт, хоча не встигає застати літак з Маргарет на місці, літак промайнув у небо в нього перед очима. Маргарет вже збирала свої речі в офісі, але прихід Ендрю все змінив… І вони знову перед офіцером еміграційної служби.

## Ролі
| Актор           | Роль              |
| --------------- | ----------------- |
| Сандра Буллок   | Маргарет Тейт     |
| Раян Рейнольдс  | Ендрю Пекстон     |
| Бетті Вайт      | бабуся Енні       |
| Крейг Нельсон   | Джо Пекстон       |
| Мері Стінберген | Грейс Пекстон     |
| Малін Акерман   | Герти             |
| Оскар Нуньез    | Рамон             |
| Деніс О'Харе    | містер Гілбертсон |
| Аасіф Мандві    | Боб Сполдінг      |
| Нісі Неш        | стюардеса         |

## Знімальна група
- Режисер — Ребекка Томас
- Сценарист — Піт Чиареллі
- Продюсер — Кевін Гревьє, Девід Керн
- Композитор — Аарон Зігман